# Fügen (Fertigungstechnik)
Fügen ist in der Fertigungstechnik nach DIN 8580 die vierte der sechs Fertigungshauptgruppen. Beim Fügen werden zwei oder mehr feste Körper, die Fügeteile, mit geometrisch bestimmter Gestalt dauerhaft verbunden (gefügt). Bei manchen Fügeverfahren wird zusätzlich ein „formloser Stoff“ eingesetzt (ein Stoff, dessen Form nicht definiert ist). Dazu zählt beispielsweise Klebstoff.
Die einzelnen Verfahrensgruppen werden in der DIN 8593 näher bestimmt. Zu den wichtigsten zählen das Nieten, Durchsetzfügen (Clinchen) und Schrauben, sowie unter Verwendung eines formlosen Hilfsstoffs das Schweißen, Löten und Kleben.
Das Fügen ist ein wichtiger Teil der Montage, die selber nicht genormt ist. Die Montage setzt sich im Allgemeinen zusammen aus dem Handhaben, Prüfen, Justieren, Hilfsoperationen und dem Fügen.

## Allgemeines
Durch das Fügen wird der Zusammenhalt zwischen separaten Werkstücken lokal – d. h. an den Fügestellen – geschaffen oder erhöht. Die Verbindung kann dabei von fester oder beweglicher Art sein. Über die Wirkflächen der Verbindung werden die auftretenden Betriebskräfte übertragen.

## Einteilungsmöglichkeiten

### Lösbarkeit
Die Verbindungen können lösbar, unlösbar oder bedingt lösbar sein:
- Unlösbare Verbindungen sind Schweißverbindungen. Sie lassen sich nur durch Zerstören der Bauteile lösen.
- Lösbar sind beispielsweise Schraubverbindungen
- Bedingt lösbar sind Nietverbindungen. Die Niete müssen zum Trennen zerstört werden, aber nicht die gefügten Bauteile. Gelötete Bauteile lassen sich meist ebenfalls ablöten.

### Verbindungsart
Eine andere Einteilung ist die Art und Weise der Verbindung:
- Stoffschlüssige Verbindungen stellen eine Verbindung im Werkstoff selbst her. Dazu zählen Schweiß- und Lötverbindungen
- Formschlüssige Verbindungen nutzen die Form der Bauteile, um sie zu verbinden. Dazu zählen Haken und Ösen.
- Kraftschlüssige Verbindungen werden durch Reibungskräfte zusammengehalten.

### DIN 8593
Die DIN 8593 unterteilt das Fügen in neun Gruppen, in denen die verschiedenen Fügeverfahren zusammengefasst werden:
1. Zusammensetzen: Unter anderem Einsetzen, Einhängen und Ineinanderschieben
2. Füllen: Füllen von Hohlräumen mit Werkstoffen. Beispielsweise das Imprägnieren.
3. An- und Einpressen: Schrauben, Nageln oder Pressverbindungen mit Übermaßpassung
4. Fügen durch Urformen: Nutzt verschiedene Verfahren des Urformens zum Fügen, insbesondere das Gießen
5. Fügen durch Umformen: Nutzt verschiedene Verfahren der Umformtechnik zum Fügen. Beispiele sind Bördeln, Falzen, Biegen und Nieten.
6. Fügen durch Schweißen: Fügen unter Einfluss von Wärme und/oder Druck. An den Fügestellen werden die Werkstücke aufgeschmolzen.
7. Fügen durch Löten: Fügen durch Schmelzen von Lot. Die Fügestellen werden erwärmt, aber nicht geschmolzen.
8. Kleben: Mit Klebstoff
9. Textiles Fügen

## Verhältnis zum Beschichten
Die zu fügenden Werkstücke haben eine geometrisch bestimmte Form. Als Hilfsstoff kann ein formloser Stoff eingesetzt werden. Dazu zählen etwa flüssiges Lot, Schweißzusatzwerkstoffe (aus denen nach der Erstarrung die Schweißnaht gebildet wird) sowie Klebstoff. Wird nur ein einzelnes Werkstück flächig mit formlosem Stoff überzogen, so bezeichnet man dies als Beschichten.